# Przęsocin
Przęsocin [pʂɛ̃ˈsɔt͡ɕin] (tiếng Đức: Neuendorf) là một ngôi làng nhỏ phía nam thị trấn Cảnh sát, Ba Lan 

## Lịch sử
Przęsocin, cho đến năm 1945 được gọi là Neuendorf (là một phần của Đức), đã trở thành một phần của Ba Lan sau khi Thế chiến II kết thúc và đổi tên thành Przęsocin của Ba Lan.

## Cư dân đáng chú ý
- Artur Bahr (1920-1944), sĩ quan

## Du lịch
- Nhà thờ từ thế kỷ 15 được xây dựng bằng đá granit
- Đường dẫn PTTK (lối đi màu đỏ "cieżkami Dzików") trong một khu vực của Przęsocin trong Rừng Wkrzanska

## Giao tiếp

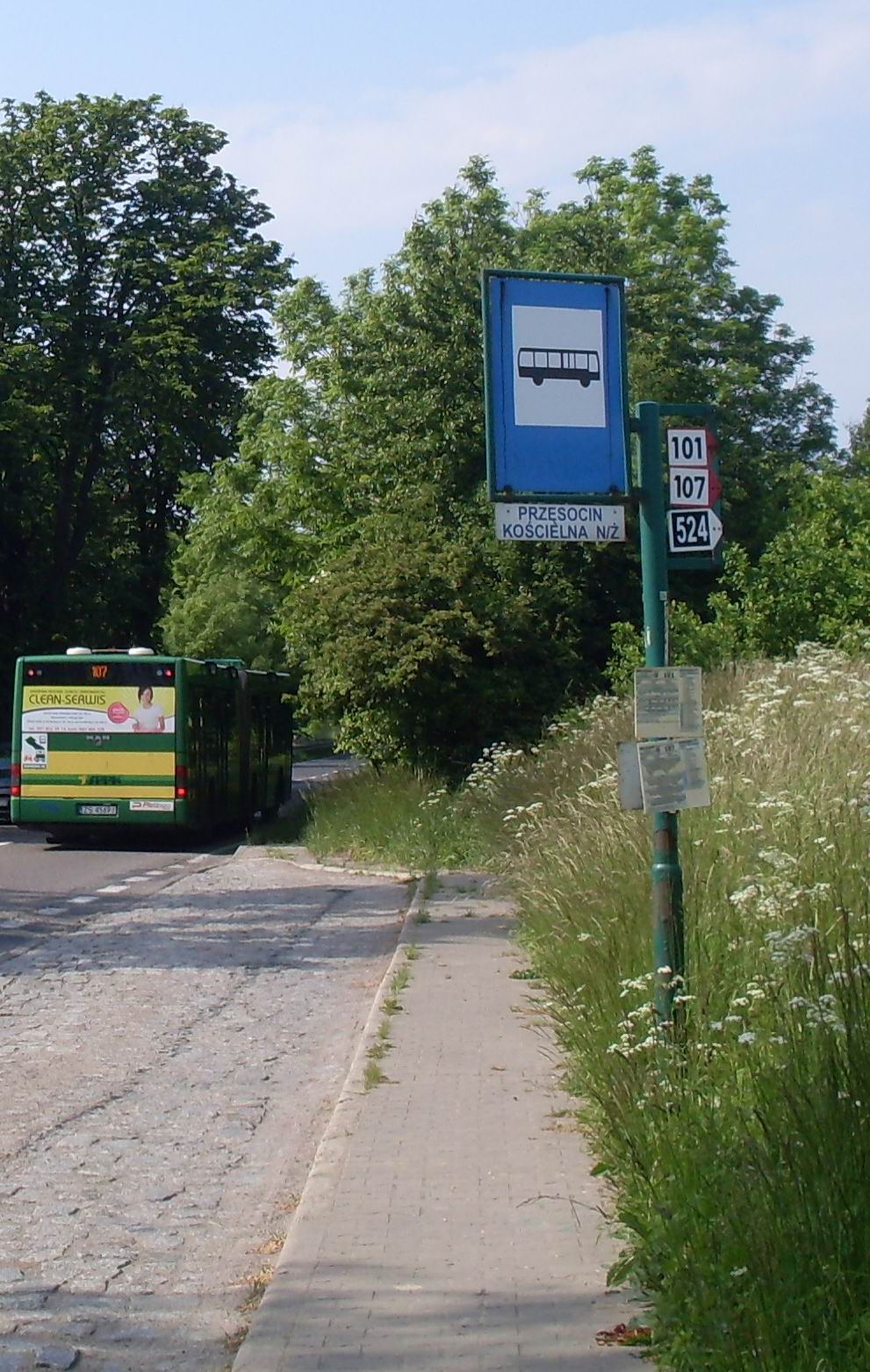
Điểm dừng xe buýt ở Przęsocin

- các tuyến xe buýt đến Cảnh sát, Ba Lan: 
  - 101 đến Cảnh sát, Ba Lan: Mścięcino, Phố cổ và Jasienica
  - 107 đến Cảnh sát, Ba Lan: Mścięcino, Phố cổ và Thị trấn mới
- các tuyến xe buýt đến Szczecin: 
  - 101 đến Szczecin: Szczecin-Bukowo, Szczecin-elechowa, Centrum
  - 107 đến Szczecin: Szczecin-Bukowo, Szczecin-elechowa, Centrum